# Seul contre les mercenaires
Pour plus de détails, voir Fiche technique et Distribution.
Seul contre les mercenaires (Sapevano solo uccidere) est un western spaghetti italien sorti en 1968, réalisé par Tanio Boccia (sous le pseudonyme d'Amerigo Anton).

## Synopsis
Un gang mexicain dirigé par le tristement célèbre Pedro terrorise les terres situées entre le Nouveau-Mexique et l'Arizona, et Jeff Smart cherche à se venger du meurtre de son père par Pedro.

## Fiche technique
- Titre : Seul contre les mercenaires
- Titre original italien : Sapevano solo uccidere
- Réalisation : Tanio Boccia (sous le pseudo d'Amerigo Anton)
- Scénario : Tanio Boccia (sous le pseudo d'Amerigo Anton), Mario Moroni
- Genre : Western spaghetti
- Musique : Angelo Francesco Lavagnino
- Production : Marcello Luchetti pour Dany Film, Italian Film Production
- Photographie : Fausto Rossi
- Format d'image : 2.35:1
- Montage : Fedora Zincore
- Durée : 110 min
- Décors : Saverio D'Eugenio
- Maquillage : Marcello Di Paolo
- Pays de production :  Italie
- Langue originale : italien
- Dates de sortie : 
  - Italie : 1968
  - France: 22 février 1973[1]

## Distribution
- Kirk Morris : Jeff Smart
- Larry Ward : Saguaro
- Alan Steel : Pedro
- Gordon Mitchell : Clayton Foster
- Kim Arden : Katy
- Dada Gallotti : Julie
- Ana Castor : Meg
- Aldo Cecconi : Bronco
- Rossana Rovere
- Ivan Scratuglia : Hernando Lopez